# Tsaritsans gyllene kammare

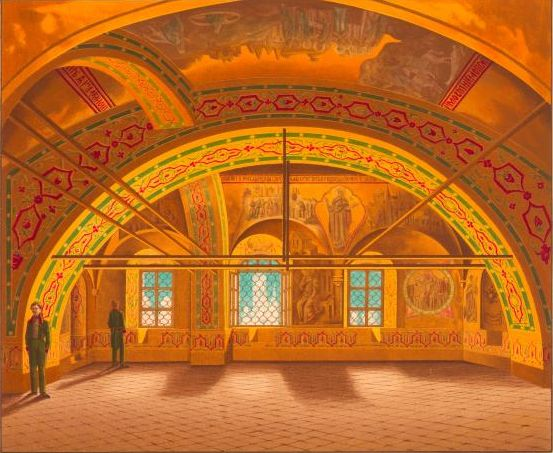
Tsaritsans gyllene kammare.

Tsaritsans gyllene kammare är ett palats i Kreml i Moskva i Ryssland.
Byggnaden har sitt namn efter dess berömda sal, "Tsaritsans gyllene kammare", som uppfördes för att tjäna som tsaritsans representationsrum. Det nämns tidigast år 1526. Det uppfördes som en del av tsarens palats innanför Kreml, som bestod av en stor rad löst sammanbyggda eller separata byggnader, av vilken denna var en, och som tillsammans bildade tsarernas palats. Tsaritsans gyllene kammare tillhör de delar av det ursprungliga tsarpalatset som har bevarats som separat byggnad. 